# Oncocnemis mongolica
Oncocnemis mongolica là một loài bướm đêm trong họ Noctuidae.